# بوهدان سیچکروک
بوهدان سیچکروک (اوکراینی: Богдан Вікторович Січкарук؛ زادهٔ ۱ اوت ۱۹۹۴) بازیکن فوتبال اهل اوکراین است.
از باشگاه‌هایی که در آن بازی کرده‌است می‌توان به باشگاه فوتبال فورسکلا پولتاوا اشاره کرد.